# Nyland (gmina Kramfors)
Nyland – miejscowość (tätort) w Szwecji w gminie Kramfors w regionie Västernorrland. Około 945 mieszkańców.